# Jorgos Samaras
Jorgos Samaras (gr. Γιώργος Σαμαράς) (ur. 21 lutego 1985 w Heraklionie) – piłkarz grecki. Jest synem Janisa Samarasa, 16-krotnego reprezentanta Grecji.

## Kariera klubowa

### Heerenveen
Samaras przybył do Holandii w wieku 16 lat, kiedy to podpisał kontrakt z Heerenveen. W pierwszym składzie zadebiutował w sezonie 2003/2004, w którym to zaliczył dziesięć pełnych spotkań. Wkrótce zaczęło się nim interesować kilka klubów Premiership, z Arsenalem Londyn na czele. Zdecydował się jednak podpisać kontrakt z Manchesterem City. Suma transferu wyniosła 5,25 mln funtów, dzięki czemu Samaras stał się najdroższym greckim piłkarzem w Europie.

### Manchester City
Debiut w Manchesterze City miał miejsce w meczu z Newcastle United, zaś swojego pierwszego gola zdobył 12 grudnia 2006 roku w wygranym 3-2 spotkaniu z Charlton Athletic. W całym sezonie Samaras pojawił się na boisku 42 razy i strzelił cztery gole. Mimo tego, że Grek był krytykowany za swoją grę przez niektórych dziennikarzy, szkoleniowiec The Citizens, Stuart Pearce bronił swojego zawodnika, zapewniając, że ma do niego zaufanie.
Po odejściu Pearce’a, Samaras nie zdołał przekonać do siebie nowego trenera, którym został Sven-Göran Eriksson. Wkrótce zawodnikiem zainteresowało się Middlesbrough. Grek wolał jednak zawalczyć o miejsce w składzie Manchesteru.
25 września rozegrał swój pierwszy mecz w sezonie 2007/2008, kiedy to przeciwnikiem The Sky Blues było Norwich w rozgrywkach Carling Cup. Grek zapewnił zwycięstwo drużynie strzelając gola w 90. minucie meczu. Wkrótce został wypożyczony do Celticu, z opcją transferu definitywnego.

### Celtic
W Celticu występował z numerem 9 na koszulce. Zadebiutował w spotkaniu Pucharu Szkocji z Kilmarnock F.C., w którym to zdobył swojego pierwszego gola dla klubu. 15 lipca 2008 podpisał trzyletni kontrakt ze szkockim klubem.

### Dalsza kariera
W sierpniu 2014 roku Samaras przeszedł do West Bromwich Albion F.C. Występował z numerem 30 na koszulce. W lutym 2015 Anglicy wypożyczyli go na cztery miesiące do Al-Hilal Rijad. Po powrocie z Arabii Saudyjskiej rozwiązał kontrakt z WBA i pozostawał bez klubu do marca 2016. Wówczas trafił do amerykańskiego Rayo OKC. W lutym 2017 podpisał kontrakt z Realem Saragossa.

## Kariera reprezentacyjna
W kadrze Grecji zadebiutował tydzień po swoich 21. urodzinach, 28 lutego 2006 roku w spotkaniu z Białorusią, zdobywając jedyną bramkę meczu. Z reprezentacją wziął udział w Euro 2008. Na Euro 2012 zagrał w czterech meczach i strzelił jednego gola (w meczu z Niemcami). Podczas mundialu w Brazylii, w ostatnim meczu fazy grupowej z Wybrzeżem Kości Słoniowej przy stanie 1:1 pewnie wykorzystał rzut karny (w 93. minucie) dający awans Grecji. W tym meczu zaliczył również asystę. Ostatecznie mistrzowie Europy z 2004 roku odpadli w 1/8 finału przegrywając serię rzutów karnych z Kostarykanami. W drużynie narodowej Samaras po raz ostatni wystąpił 14 października 2014 roku w przegranym 0:2 meczu kwalifikacji do mistrzostw Europy z Irlandią Północną. Ogółem w greckiej kadrze Samaras rozegrał 81 meczów i zdobył dziewięć bramek.